# Menino Maluquinho - O Filme
Menino Maluquinho - O Filme é um filme infantil brasileiro de 1995 dirigido por Helvécio Ratton e produzido por Tarcísio Vidigal, baseado na obra infanto-juvenil O Menino Maluquinho do cartunista Ziraldo. Protagonizado por Samuel Costa (no papel do Menino Maluquinho), Patrícia Pillar, Roberto Bomtempo, Edir Castro, Hilda Rebello e Luís Carlos Arutin (o último filme deste último ator, que faleceu em 1996), foi produzido pela companhia mineira Grupo Novo de Cinema & TV e distribuído pela RioFilme.
Em 1998, o filme ganhou uma continuação chamada Menino Maluquinho 2 - A Aventura.

## Elenco
- Samuel Costa — Maluquinho
- Patrícia Pillar — Naná: a Mãe
- Roberto Bomtempo — Carlinhos: o Pai
- Luiz Carlos Arutin — Vô Passarinho
- Hilda Rebello — Avó
- Edyr de Castro — Irene
- Vera Holtz — Professora
- Othon Bastos — Padre
- Tonico Pereira — Seu Domingos
- Fernanda Guimarães — Nina
- João Romeu Filho — Bocão
- Caio Reiss — Herman
- Thiago Rodrigues — Lucio
- Samuel Brandão — Junin
- Camila Paes — Shirley Valéria
- Cristina Castro — Julieta
- Carolina Galvão — Carol
- Levildo Barbosa Júnior — Tonico
- Teuda Bara — Faxineira
- Bernardo Cunha — Toquinho
- Gustavo Santos — Quinas Barreto
- Raphael Brum — Tô Ali
- Raul Brum — Tô Aqui
- Rafael Vidigal — Jô Soares
- Felipe Malzac — Bruce Lee
- Paula Davis – Fada do Tempo

## Produção
Muitas cenas de Menino Maluquinho - O Filme foram filmadas na Rua Congonhas, no bairro Santo Antônio, Belo Horizonte, em volta de uma casa que é a residência do Menino Maluquinho durante o filme. Outras cenas foram gravadas na cidade de Tiradentes, no interior de Minas Gerais.
O elenco infantil, escolhido através de inúmeros testes, chegou a crianças na maior parte de Belo Horizonte, com exceção do próprio Maluquinho Samuel Costa, de São Paulo, e o Bocão João Romeu Filho, do Rio de Janeiro.[carece de fontes?] Após pesquisa de Cristina Castro, intérprete de Julieta que virou jornalista, somente Costa realmente teve uma carreira artística depois. A atriz Fernanda Guimarães, intérprete da Nina, também chegou a atuar no filme Tiradentes, de Oswaldo Caldeira, além de estrelar comerciais no Rio de Janeiro e em Belo Horizonte.[carece de fontes?]